# Billie Jean King Cup 2022
De Billie Jean King Cup werd in 2022 voor de 59e keer gehouden. De BJK Cup (voorheen: Fed Cup) is de jaarlijkse internationale tenniscompetitie voor landenteams, voorbehouden aan vrouwen. Deze editie deden 126 teams met het toernooi mee.

## Opzet
De in 2020 vernieuwde opzet werd voor 2022 weer door de ITF aangepast.
- De hoogste regionale groepen speelden hun wedstrijden in de week van 11 april 2022. De winnaars gingen naar de play-offs in november.
- De laagste regionale groepen speelden op uiteenlopende weken in de periode april–augustus.
- De kwalificatieronde van de Wereldgroep werd verschoven van februari naar april en het eindtoernooi vond plaats in november, tegelijk met de play-offs.

Op grond van een beslissing van de gezamenlijke internationale tennisbonden waren de teams uit Rusland en Wit-Rusland uitgesloten van deelname. De positie van Rusland (winnaar in 2021) in het eindtoernooi werd overgedragen aan Australië, dat van de twee verliezend halvefinalisten de hoogste ranglijstpositie had. De eerder door loting bepaalde tegenstander van Australië, Slowakije, kreeg een walk-over. Ook de tegenstander van Wit-Rusland, België, kreeg een walk-over.

## Kwalificatieronde Wereldgroep
Er waren veertien deelnemende landen in de kwalificatieronde voor de Wereldgroep. Op vrijdag 15 en zaterdag 16 april 2022 speelde iedere deelnemer een landenwedstrijd tegen een door loting bepaalde tegenstander, thuis of uit. De zeven winnaars gingen naar het eindtoernooi; zes van de zeven verliezers gingen naar de play-offs. Verliezer Verenigd Koninkrijk nam de organisatie van het eindtoernooi op zich, en verdiende daarmee vrije doortocht naar het eindtoernooi.

## Play-offs Wereldgroep
Er waren zestien deelnemende landen in de play-offs van de Wereldgroep, die werden gespeeld op 11 en 12 november 2022. De acht winnaars nemen het jaar erna deel aan de kwalificatieronde van de Wereldgroep; de acht verliezers gaan dan naar de hoogste groep van hun regionale zone.

## Eindtoernooi Wereldgroep
Er waren twaalf deelnemende landen in het eindtoernooi van de Wereldgroep, dat plaatsvond van dinsdag 8 tot en met zondag 13 november 2022 in Glasgow. Zwitserland (finalist in 2021) kreeg gezelschap van voornoemde landen Australië, Slowakije en België, van de zeven winnaars van de kwalificatieronde en van het land dat het eindtoernooi organiseerde (het Verenigd Koninkrijk). Na een groepsronde volgden de halve finales en de finale. De twee finalisten, Zwitserland (winnaar) en Australië, mogen een jaar later rechtstreeks naar het eindtoernooi; de overige tien landen zullen dan aantreden in de kwalificatieronde, samen met de acht winnaars van de play-offs.

## België
België trad aan in de Wereldgroep. Aangezien de door loting bepaalde tegenstander, Wit-Rusland, door de ITF op non-actief was gesteld, ging het Belgische team rechtstreeks naar het eindtoernooi in november 2022. Daar namen zij het in groep B op tegen Slowakije en Australië. Het door Johan Van Herck geleide team bestond uit Elise Mertens (WTA-29), Alison Van Uytvanck (WTA-54), Maryna Zanevska (WTA-81), Ysaline Bonaventure (WTA-96) en Kirsten Flipkens (WTA-30 in het dubbelspel). Beide ontmoetingen gingen verloren. België handhaaft zich op het niveau van de Wereldgroep, en mag volgend jaar deelnemen aan het kwalificatietoernooi.
| datum      | tegenstander | uitslag   | locatie             | groep | ronde             | w/v     |
| ---------- | ------------ | --------- | ------------------- | ----- | ----------------- | ------- |
| 2022-04-15 | Wit-Rusland  | walk-over | n.v.t.              | WG    | kwalificatieronde | winst   |
| 2022-11-09 | Slowakije    | 1-2       | Verenigd Koninkrijk | WG    | groepsfase        | verlies |
| 2022-11-10 | Australië    | 0-3       | Verenigd Koninkrijk | WG    | groepsfase        | verlies |

## Nederland
Nederland trad aan in de Wereldgroep. Op 15 en 16 april 2022 speelde het team thuis tegen Spanje. De door Elise Tamaëla geleide ploeg bestond uit: Arantxa Rus (WTA-74), Lesley Kerkhove (WTA-141), Arianne Hartono (WTA-166) en Demi Schuurs (WTA-19 in dubbelspel), met Suzan Lamens op de reservebank. Zij verloren alle gespeelde rubbers: drie in het enkelspel en één in het dubbelspel. Zij kregen een herkansing tijdens de play-offs. Op 11 en 12 november 2022 speelde het team uit tegen Frankrijk. De door Elise Tamaëla geleide ploeg bestond uit: Lesley Kerkhove (WTA-207), Suzan Lamens (WTA-213) en Demi Schuurs (WTA-17 in dubbelspel), met Lexie Stevens op de reservebank. Zij verloren drie rubbers in het enkelspel, en wonnen er één in het dubbelspel. Daarmee degradeerden zij naar de regionale zone Europa/Afrika in 2023.
| datum      | tegenstander | uitslag | locatie | groep | ronde               | w/v     |
| ---------- | ------------ | ------- | ------- | ----- | ------------------- | ------- |
| 2022-04-16 | Spanje       | 0–4     | thuis   | WG    | kwalificatieronde   | verlies |
| 2022-11-12 | Frankrijk    | 1–3     | uit1    | WG PO | degradatiewedstrijd | verlies |

1 Nederland had in eigen land mogen spelen, maar slaagde er niet in om een voor ITF acceptabele locatie te organiseren.

## Legenda
| niveau 1 | niveau 2 | niveau 3 | niveau 4 | niveau 5 |